# Against the Law
Against the Law es el quinto álbum de estudio de larga duración y el quinto lanzamiento de la banda de metal cristiano Stryper, publicado por Enigma Records el 21 de agosto de 1990.
Fue el primer material discográfico de la banda que se editó directamente en formato de CD. Versiones posteriores fueron lanzadas bajo las etiquetas Hollywood Records (Estados Unidos) e Hispavox (España).
Stryper no volvería a grabar un nuevo álbum de estudio hasta Reborn  en el 2005.

## Concepto musical
Este trabajo marcó un cambio muy drástico y notorio en la dirección visual y musical del grupo. Incluso, es el único disco de Stryper a la fecha  en que no se utilizó su tradicional logo en amarillo y negro con la característica cita bíblica Isaías 53;5, siendo cambiado por uno más sencillo y con predominancia de colores azul y negro.
La vestimenta con la que aparecieron también fue radicalmente distinta, para evolucionar a una más convencional de músicos de rock. Stryper abandonaría definitivamente los familiares trajes abiertos ajustados de rayas amarillas y negras,  elaborados en spandex, ya descontinuados en la nueva década de los 90s. En su lugar, utilizaron trajes de cuero.
Las letras también fueron menos evangélicas y más encaminadas al rock n´roll clásico y a las relaciones de pareja, aunque podría decirse que a partir de una cosmovisión cristiana.

## Recepción crítica
Against the Law fue elogiado por muchos críticos como el trabajo más fuerte de la banda hasta la fecha. De hecho, es el álbum más consistente y enfocado en su propuesta de heavy metal, donde la creatividad de todos los miembros en la composición fue aún más dominante que en los discos previos.
Sin embargo, un gran porcentaje de los fanes cristianos más conservadores de Stryper se sintieron traicionados por esta metamorfosis creativa sin previo aviso.  Muchos de ellos los acusaron de vender su imagen y su mensaje para logar una mayor aceptación dentro del género secular o mainstream.  Otros incluso empezaron a dudar de la sinceridad y de la verdadera fe de los músicos en sus creencias religiosas.
Como resultado, el álbum se vendió mal en comparación con los anteriores Discos de Oro y Platino de la banda.
También se lanzó una edición limitada del álbum con una portada alternativa más sencilla. Incluye una entrevista de 14 minutos con la banda, presumiblemente para explicar el  cambio radical en su apariencia y dirección musical.

## Sencillos
"Shining Star" fue el primer cover realizado por Stryper de una canción no cristiana. Es original de Earth, Wind and Fire, gran éxito N.º 1 en Billboard en  1975. Es la única canción en este disco que no se acreditó íntegramente  a la banda y fue lanzada como un sencillo y vídeo musical junto a "Rock the Hell Out of You".
Los otros dos temas que se extrajeron fueron "Two Time Woman" y  "Lady”. Por primera vez para Styper, los vídeos fueron fracasos de difusión en MTV.

## Lista de canciones
Todas las canciones por Stryper excepto donde se indica:
1. "Against the Law" – 3:49
2. "Two Time Woman" – 3:40
3. "Rock the People" – 3:34
4. "Two Bodies (One Mind, One Soul)" – 5:17
5. "Not That Kind of Guy" – 3:59
6. "Shining Star" (Philip Bailey, Larry Dunn, Maurice White) – 4:22
7. "Ordinary Man" – 3:51
8. "Lady" – 4:53
9. "Caught in the Middle" – 3:48
10. "All for One" – 4:31
11. "Rock the Hell Out of You" – 3:35

## Personal
- Michael Sweet - Vocales, guitarra
- Robert Sweet - Batería
- Oz Fox – Guitarra principal, coros
- Tim Gaines – Bajo

### Músicos adicionales
- Randy "The Emperor" Jackson – Bajo en "Shining Star"
- John Purcell - Teclados
- Jeff Scott Soto - Coros
- Brent Jeffers – Batería, teclados
- Tom Werman – Percusión

- Datos: Q2266544